# Galin Radichkov
Galin Radichkov est un joueur bulgare de volley-ball né le 11 mars 1979 à Sofia (Sofia-ville). Il mesure 1,96 m et joue attaquant. Il totalise 5 sélections en équipe de Bulgarie.

## Clubs
| Club                | Pays    | De        | À         |
| ------------------- | ------- | --------- | --------- |
|                     | Islande |           | 2001-2002 |
| Cambrai Volley-Ball | France  | 2002-2003 | 2012-2013 |